# Bucentauro
Il Bucentauro è un animale mostruoso della mitologia greca dal corpo di bue e dal busto umano.

## Araldica
Un bucentauro femmina compare nello stemma del comune di Taormina.